# تیاهواناکو
تیاهواناکو (به اسپانیایی: Tiahuanaco و Tiahuanacu) نام جای پراهمیتی از دید باستانشناسی در باختر بولیوی کنونی می‌باشد و وابسته به تمدن پیش از کشف آمریکا به دست اروپاییان می‌باشد. این شهر بخش مهمی از تمدن اینکا بوده‌است. این شهر حدود پانصد سال مرکزی اداری-آیینی بوده‌است. ویرانه‌های این شهر در نزدیکی کرانهٔ جنوب خاوری دریاچه تیتیکاکا در ۷۲ کیلومتری باختر لاپاز جای‌دارد.
تاریخ پیدایش این شهر به حدود ۱۲۰۰ پیش از میلاد برمی‌گردد که روستاهایی با سامانهٔ کشاورزی در آن پدید آمدند.
میان ۶۰۰ تا ۸۰۰ میلادی این نقطه به مرکزی نیرومند در جنوب رشته‌کوه آند درآمد.
در این زمان مساحت این شهر کمابیش به پنج کیلومتر مربع می‌رسیده‌است و ۴۰هزار تن در آن می‌زیسته‌اند.
در حدود سال ۱۰۰۰ پس از میلاد تیاهواناکو شاید به دلیل شرایط محیطی یا تازش مردمانی از سوی جنوب یا درگیری‌های دینی یا هرسه از میان‌رفت.